# تخته سنگ‌های موراکی

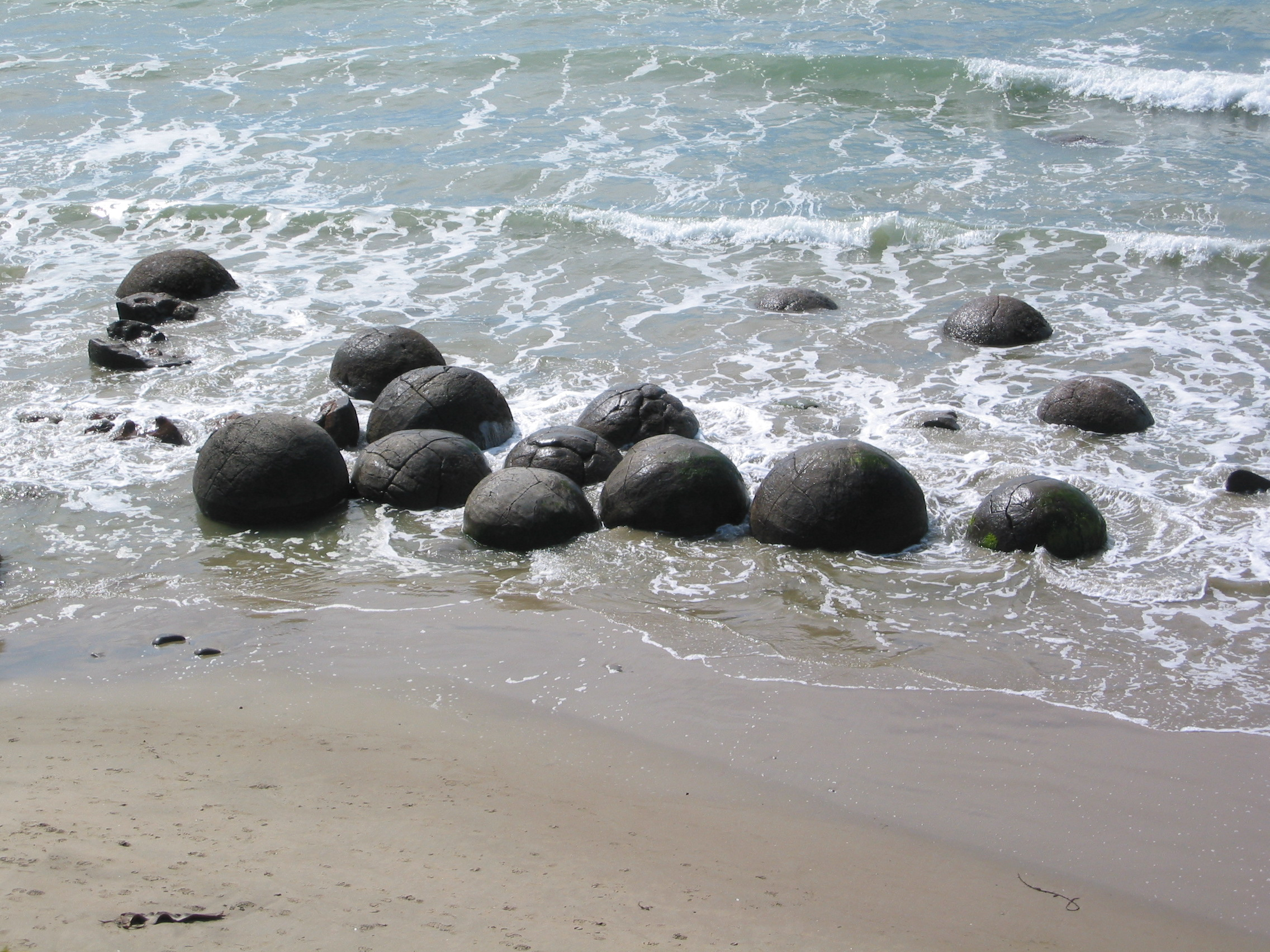
صخره‌هایی با گردی‌های مختلف که ساحل اوتاگو را فراگرفته‌اند

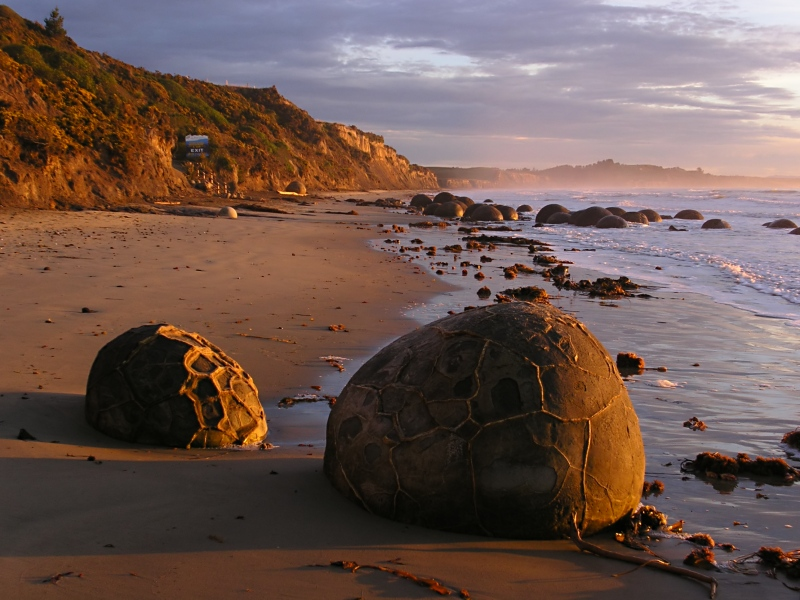
تخته سنگ‌ها در طلوع خورشید

تخته سنگ‌های Moeraki (انگلیسی: Moeraki Boulders / Kaihinaki ) تخته سنگ‌های کروی غیرعادی بزرگی هستند که در امتداد ساحل کوکوهه در استان اتاگو (Otago) در نیوزیلند بین شهرک‌های Moeraki و Hampden قرار دارند. آنها به صورت جدا ازهم یا گروهی در بخشی از ساحل که یک منطقهٔ حفاظت‌شدهٔ علمی است دیده می‌شوند. این تخته سنگ‌ها سَنگالهای سپتاری به رنگ خاکستری هستند که از گل‌سنگ و سنگ بستری که آنها را در بر می گیرد بیرون آمده‌اند و در اثر فرسایش ساحلی در کنار دریا بجا مانده‌اند. به خصوص در سال های اخیر، تخته سنگ‌ها یکی از جاذبه‌های گردشگری محبوب بوده‌اند.
قابل توجه‌ترین جنبهٔ این تخته سنگ‌ها، اندازهٔ غیرمعمول بزرگ و شکل کروی آنها است. اندازه تقریبی یک سوم این سنگ‌ها بین ۰٫۵ تا ۱٫۰ متر (۱٫۶ تا ۳٫۳ فوت) قطر و دو سوم دیگر از ۱٫۵ تا ۲٫۲ متر (۴٫۹ تا ۷٫۲ فوت) است. بیشتر آنها کروی یا تقریباً کروی هستند، اما بخش کوچکی از آنها کمی دراز و موازی با صفحه بستری که زمانی آنها را در بر می گرفت می‌باشند.
سَنگالهای کروی بزرگ مشابه در جزیرهٔ شمالی نیوزیلند و بسیاری از کشورهای دیگر یافت شده‌اند.

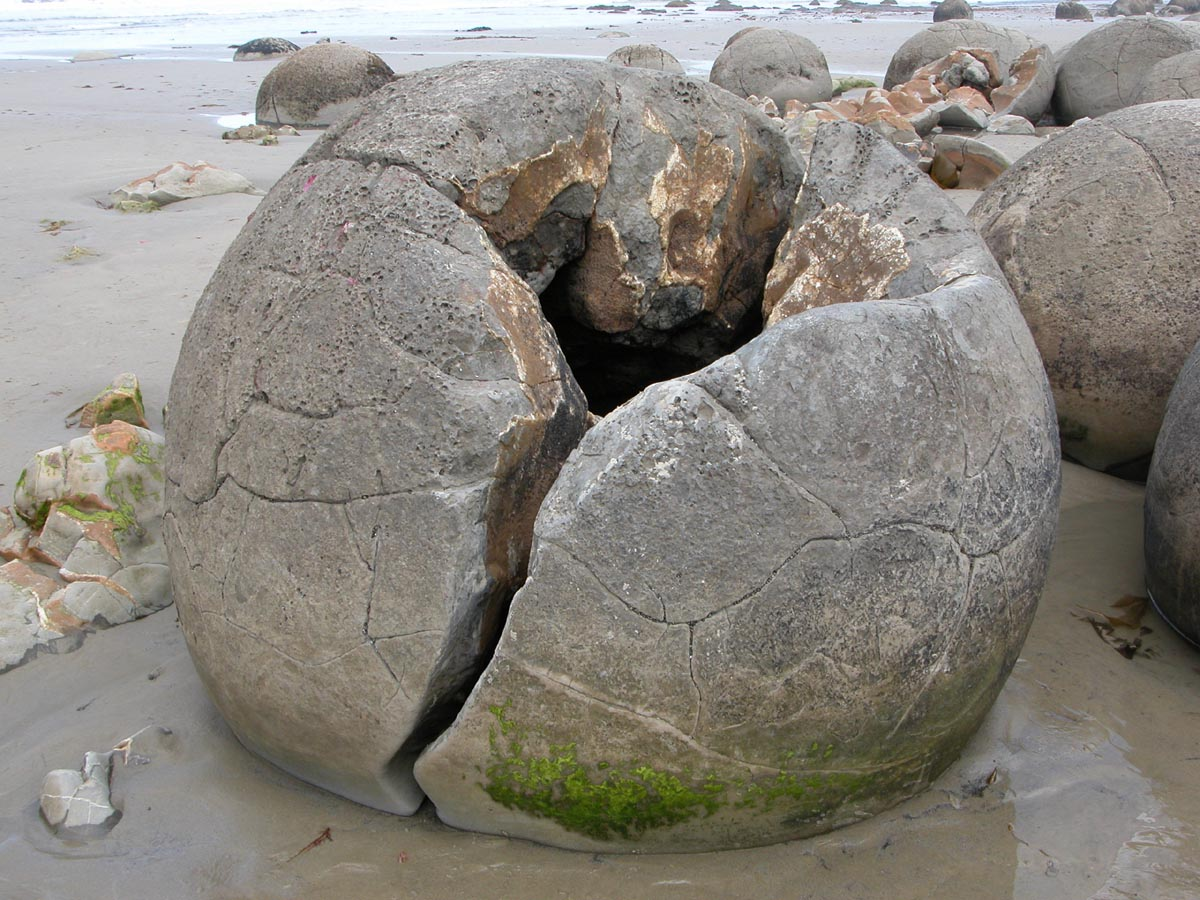
تخته سنگی ترک خورده که فضای داخلی توخالی خود را نشان می دهد

## اصل و ایجاد

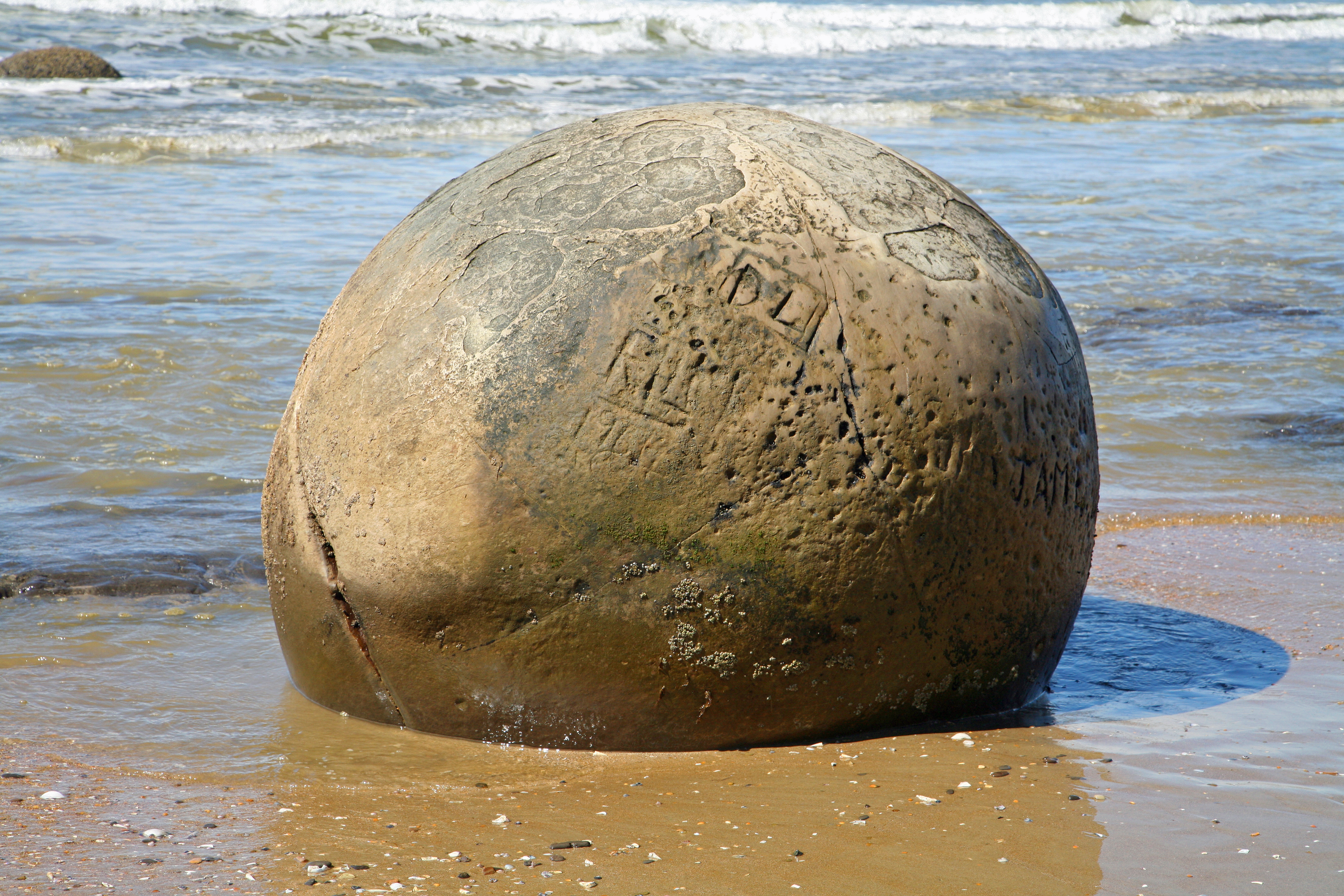
تخته سنگ‌های موراکی در منطقه اوتاگو، نیوزلند

تخته سنگ‌های موراکی سَنگالهایی هستند که در اثر سیمان‌سازی گل‌سنگ پالئوسن سازند موراکی ایجاد شده‌اند که در اثر فرسایش ساحلی از گل‌ خارج شده‌اند. بدنهٔ اصلی تخته سنگ‌ها در آن زمان، در گل و لای دریایی در نزدیکی سطح کف دریای پالئوسن شروع به شکل‌گیری کرد. این با مطالعات ترکیب آنها نشان داده شده‌است؛ به ویژه محتوای منیزیم و آهن و ایزوتوپ‌های پایدار اکسیژن و کربن. شکل کروی آنها نشان می‌دهد که منبع کلسیم نه جریان سیال، بلکه انتشار جرم بوده است. تخته سنگ‌های بزرگتر، با قطر ۲ متر (۶٫۶ فوت) ، ممکن است که 4 تا 5.5 میلیون سال قدمت داشته باشند در حالی که در کف دریا ۱۰ تا ۵۰ متر (۳۳ تا ۱۶۴ فوت) گل دریایی بالای آنها انباشته شده‌بود. پس از تشکیل بتن، ترک های بزرگی به نام سپتاریا در آنها ایجاد شد. زمانی که افت سطح دریا به آب‌های زیرزمینی تازه اجازه داد تا وارد گل شود، کلسیت قهوه‌ای، کلسیت زرد و مقادیر کمی از دولومیت و کوارتز به‌تدریج این شکاف‌ها را پر کردند.